# IPCC第五次評估報告

IPCC第五次評估報告（AR5）氣候模型預測2081年-2100年期間全球平均氣溫相對於1986年2005年期間的比較（上圖為低排放情景結果，下圖為高排放情景結果）。

IPCC第五次評估報告（英語：IPCC Fifth Assessment Report，簡稱AR5）是聯合國政府間氣候變化專門委員會（IPCC）所發表一系列氣候變化評估報告中的第五份，於2014年發佈完畢。AR5的大綱與過往的報告一樣，透過涵蓋範圍界定過程來撰寫，由所有氣候變化相關領域專家和IPCC報告用戶（特別是來自各國政府的代表）共同參與。曾參與過IPCC第四次評估報告（AR4）製作的政府和組織被要求提交書面評論和意見，經專家小組分析及參考。AR5中的預測是依據"代表性濃度路徑"（RCP）對未來人為溫室氣體排放的假設可能情景進行。
AR5報告採用的格式與AR4的相同，包含三份工作小組報告和一份綜合報告，分階段發佈。第一工作組（WG I）報告於2013年9月發佈，WG I報告涵蓋有關氣候變化的物理科學面，引用達9,200項的同行評審研究。綜合報告於2014年11月2日發佈，為於巴黎舉行的2015年聯合國氣候變化大會（為《聯合國氣候變化框架公約（UNFCCC）》第21次締約方會議、以及《京都議定書》第11次締約方會議）有關減少碳排放的談判預做準備。
第五次評估報告的結論總結如下：
- 第一工作組（WG I）："氣候系統變暖跡象明確，自20世紀50年代以來，所觀測到的許多變化是幾十年到幾千年來前所未曾有過"。[8]“大氣中二氧化碳、甲烷和一氧化二氮的濃度已增加到至少是過去80萬年來前所未見的水平”。[9]人類對氣候系統影響的跡象明顯。[10]人類影響極為可能（extremely likely，95-100%的機率）[11]是1951年至2010年間全球變暖的最大原因。[10]
- 第二工作組（WG II）："[全球]暖化程度加劇，增強嚴重、普遍和不可逆轉影響的可能性"。[12] "對未來氣候變化調適的第一步是降低現今氣候變動中的脆弱性和暴露程度"。[13]"可透過限制氣候變化的速度和幅度（氣候變化緩解）來降低整體影響造成的風險"。[12]
- 第三工作組（WG III）：在沒新的緩解氣候變化政策之下，預計全球到2100年的平均氣溫將比第一次工業革命前水準上升3.7至4.8°C（中位數，範圍為2.5至7.8°C（包括氣候不確定性因素） )。[14]"目前全球溫室氣體排放數量和累積排放量的軌跡，與廣泛討論的，將全球變暖限制在比工業化前水平高1.5至2°C的目標並不一致。”[15]2010年聯合國氣候變化大會（於墨西哥坎昆舉行）中參與者簽訂的承諾協議與AR5中所列具有成本效益的情景大致一致，具有"可能（likely）"的機會（66-100%的機率）將全球變暖（迄2100年）限制在3°C以下（相對於工業化之前的水平）。[16]

## 目前狀態

全球不同經濟部門的溫室氣體排放佔比（2014年）。

第五次評估報告由三個工作組（WG）報告和一份綜合報告組成。第一工作組報告於2013年發佈，其餘報告於2014年發佈。第一工作組報告中的決策者摘要於2013年9月27日發佈，第二工作組報告（標題為"影響、調適與脆弱性"）於2014年3月31日發佈，第三工作組報告（標題為"氣候變化緩解"）於2014年4月14日發佈。
- 第一工作組：物理科學基礎 – 2013年9月30日發佈，決策者摘要 - 2013年9月27日發佈。[17]
- 第二工作組：影響、調適與脆弱性 – 2014年3月31日發佈
- 第三工作組：氣候變化緩解－2014年4月15日發佈
- 綜合報告 (SYR) – 2014年11月2日發佈

AR5提供有關氣候變化的科學、技術和社會經濟的最新知識。
約800多名專家人員（由約3,000受提名者中甄選）參與報告的撰寫工作。評估過程中包含有主要撰寫者會議以及各種研討會和專家會議，相關會議、審查期間和其他重要日期的日程表均以公開方式發佈。
第一工作組報告草稿於2012年12月14日遭到洩露，於互聯網上發佈。決策者摘要於2013年9月27日發佈。由於大型公司資助破壞氣候科學的活動廣為人知，聯合國官員哈爾多爾·索爾蓋爾森（Halldór Thorgeirsson）提出警告說 - "既得利益者持續資助抹黑科學家的行為，我們需要為此做好各種準備"。
聯合國秘書長潘基文於2013年9月27日在瑞典斯德哥爾摩發表講話，標誌IPCC第一工作組報告中物理科學基礎決策者摘要的最終敲定。他表示，"變暖情況嚴峻。我們必須採取行動" 。於非營利組織世界資源研究所任職的詹妮弗·摩根表示，"希望IPCC能激發出從母親到商界領袖，從市長到國家元首的領導力。"美國國務卿約翰·凱瑞對報告的回應稱"這又是一宗警訊：讓那些否認科學或利用藉口而不採取行動的人看來像是在玩火。"

## 報告撰寫者與編輯
IPCC由世界氣象組織 (WMO) 和聯合國環境署 (UNEP) 於1988年共同建立，目的為評估有關氣候變化、其可能影響以及調適和減緩方案的科學、技術和社會經濟資訊。
IPCC於2010年3月收到來自世界各地約3,000份專家撰寫者推薦。IPCC三個工作組於2010年5月19日至20日於瑞士日內瓦舉行的主席團會議上將選出的AR5報告撰寫者及審稿人介紹給大眾。這些選出的科學家、學有專長人士以及專家都是根據IPCC程序，由各國IPCC聯絡點、經核准的觀察員組織或主席團所推薦。IPCC為準備AR5報告所收到的專家推薦比AR4報告多出50%。當初AR4共有2,000名受推薦者，選出的有559人。IPCC於2010年6月23日公佈最終選定的協調主要撰寫者名單，其中包括來自氣象學、物理學、海洋學、統計學、工程學、生態學、社會科學和經濟學等領域的831名專家。與AR4報告相比，來自開發中國家的人數增加，反映出AR5為提高區域包容的努力成果。大約有30%的撰寫者來自開發中國家或轉型中經濟體。超過60%的入選專家為首次參加IPCC的工作，可帶來新的知識和觀點。

## 2013年氣候變化：概述
IPCC於2010年6月23日公佈最終選定的主要協調撰寫者名單，包含有831名專家。工作組報告預定於2013年和2014年期間發佈。這些專家也是於2014年底發所佈綜合報告的撰寫者。
AR5報告（2013年氣候變化(Climate Change 2013)）由四個不同部分組成：
- 第一工作組報告（WG I）：重點在於物理科學基礎，由258名專家參與撰寫。
- 第二工作組報告（WG II）：評估與氣候變化相關的影響、調適策略和脆弱性，由302名專家參與撰寫。
- 第三工作組報告 (WG III)：涵蓋綜合風險和不確定性框架中的緩解應對策略，由271名專家參與撰寫。
- 綜合報告 (SYR)：最終總結和概述。

### 第一工作組成果
《2013年氣候變化：物理科學基礎》全文於2013年9月30日星期一以未經編輯的形式發佈，全文長達2,000多頁，引用9,200篇科學出版物。完整且經編輯的報告於2014年1月於互聯網上發佈，於當年稍晚由劍橋大學出版社以實體書本形式出版。

#### 決策者摘要
第一工作組研究結果的簡明概述於2013年9月27日以決策者摘要形式發佈。每項研究結果均按照置信度進行評級，定性方面從非常低到非常高，如有可能，則在定量方面從絕對不可能到幾乎確定（根據統計分析和專家判斷作確定）。
| 名稱                                 | 置信度結果     |
| ------------------------------------ | -------------- |
| 幾乎確定（Virtually certain）        | 99–100%概率    |
| 極為可能（Extremely likely）         | 95–100%概率    |
| 非常可能（Very likely）              | 90–100 %機率   |
| 可能（Likely）                       | 66–100 、%機率 |
| 相當可能（More likely than not）     | 50–100 %機率   |
| 接近可能（About as likely as not）   | 33-66%機率     |
| 不可能（Unlikely）                   | 0–33%機率      |
| 非常不可能（Very unlikely）          | 0–10 %機率     |
| 極不可能（Extremely unlikely）       | 0–5 %機率      |
| 絕對不可能（Exceptionally unlikely） | 0–1%機率       |

報告中提出主要的發現包括如下：

#### 一般
- 大氣與海洋系統的暖化跡象明確（unequivocal）。自1950年以來，海平面變化（及其他指標）等許多相關影響以史上前所未有的速度發生。
- 人類對氣候有明顯的影響。
- 自1950年起，人類影響極有可能（Extremely likely）是觀測到全球暖化的主要原因，自第四次評估報告發表以來，科學界的置信度已經提高。
- IPCC指出人們延遲減排，時間拖得越久，將來所產生的成本就會越高。[29]

#### 歷史氣候指標
- 1983年至2013年期間可能（likely，中等置信度）是1,400年以來最熱的30年。
- 幾乎確定（virtually certain）的是從1971年到2010年期間，上層海洋變暖。我們相信（高置信度）這種海洋變暖已吸收全球變暖積累能量的90%。
- 可指出（高置信度）格陵蘭冰原和南極冰蓋在過去二十年中持續在縮減，北極海冰（英语：Arctic sea ice decline）和北半球春季積雪的範圍也在持續減少。
- 我們相信（高置信度）自19世紀中葉以來的海平面上升幅度已超過先前兩千年的平均海平面上升程度。
- 大氣中溫室氣體的濃度已增加至地球80萬年來前所未有的水準。
- 相對於1750年，地球系統的總輻射強迫為正數，其中最重要的驅動因素是大氣中二氧化碳濃度增加。

#### 氣候模型
AR5依賴耦合氣候模式比對專案（CMIP）中的第五階段 (CMIP5) - 國際間氣候變化建模合作實驗以獲取數據。AR5的大多數CMIP5和地球系統模型(ESMF) 模擬都是在設定二氧化碳濃度在2100年達到421ppm (RCP2.6)、538ppm (RCP4.5)、670ppm (RCP6.0) 和936ppm (RCP8.5) 的情況下運算。（IPCC AR5 WG I，第22 頁）。
- 氣候模型模擬結果自AR4發佈以來已有所改進。
- 模型演算結果與觀測結果，兩者共同把科學界確認過去和預測未來強迫造成全球暖化程度的信心提升。

#### 預測
- 放任溫室氣體持續排放，全球也將會持續暖化。
- 到21世紀末，在大多數情況下，全球地表溫度（英语：Global surface temperature）的增幅可能會超過1.5°C（相對於1850年到1900年期間的平均氣溫），在許多情況下可能會超過2.0°C。
- 全球水循環將發生變化，濕潤地區和乾旱地區以及濕潤季節和乾燥季節之間的差距將擴大，但有些地區除外。
- 海洋將持續變暖，熱量延伸到海洋深處，會影響洋流模式。
- 北極海冰覆蓋、北半球春季積雪和全球冰河體積非常可能（very likely）會縮小。
- 全球平均海平面將繼續以非常可能（very likely）超過過去四十年的上升速度。
- 氣候變化將導致二氧化碳產生率增加，經海洋吸收後會加劇海洋酸化速率。
- 未來的地表溫度將在很大程度上取決於大氣中累積的二氧化碳，表示即使在二氧化碳排放停止後，氣候變化仍將持續。

決策者摘要還詳細介紹暖化的預測範圍，以及不同排放情景下對氣候的影響。與先前的AR4報告相比，到2100年全球平均氣溫上升（與工業化前水準相比）在所有情景中都超過1.5°C，但氣候系統對排放的氣候敏感度下限略有降低。
科學家於2020年8月報告稱，觀察到的格陵蘭和南極洲冰蓋損失與IPCC第五次評估報告中有關海平面上升預測的最壞情況相符。

## 其他
支持AR5的氣候模型使用與先前報告不同的方法來模擬，以解釋不斷增加的溫室氣體濃度的影響。此類模擬不是依據IPCC排放情景特別報告（SRES）中描述的情景進行，而是依據各種代表性濃度路徑進行運行。
AR4於2007年發佈之後，於2009年發生的公開辯論讓IPCC受到外界仔細檢查，聲稱其報告中涉及偏見和錯誤，而引發爭議。 而於2010年促使聯合國秘書長潘基文與IPCC主席拉金德拉·帕喬里要求國際科學院夥伴的理事會對IPCC作審查，並就加強AR5準備流程和程序的方法提出建議。 理事會建議加強IPCC的管理結構，進一步制定利益衝突政策，加強審查流程，澄清所謂灰色文獻的使用指南，確保對可能結果運用機率的一致性，並改進溝通策略，特別是在透明度和響應速度方面。

## 精簡版
氣候與發展知識網絡根據第五次評估報告的調查結果，為政策制定者、從業人員、記者和教師製作針對特定區域的工具包。其中包括總結IPCC報告主要發現的報告，以及可用於訓練、教育和報告目的的媒體材料，例如資訊圖表、幻燈片和圖像。已開發的四個工具包是：
- IPCC第五次評估報告：對小島嶼開發中國家代表何種意義？[38]
- IPCC第五次評估報告：對南亞代表何種意義？[39]
- IPCC第五次評估報告：對非洲代表何種意義？[40]
- IPCC第五次評估報告：對拉丁美洲代表何種意義？[41]

## IPCC全球升溫1.5°C特別報告
IPCC於2018年10月8日發佈《全球升溫1.5℃特別報告》。

### 資料來源
- IPCC AR5 WG3, Edenhofer, O.;  et al , 编, , Cambridge University Press, 2014, （原始内容存档于2014-10-29）. Archived
- IPCC AR5 WG2 A, Field, C.B.;  et al , 编, , Cambridge University Press, 2014, （原始内容存档于2016-04-28）. Archived
- IPCC AR5 WG1, Stocker, T.F.;  et al , 编, , Cambridge University Press, 2013  [2023-10-30], （原始内容存档于2017-02-02）.
- Climate Change 2013 Working Group 1 website （页面存档备份，存于）

## 外部連結
- Official IPCC WGI AR5 website （页面存档备份，存于）